# Episodi di Winx Club (terza stagione)

Bloom in forma Enchantix nell'episodio Il labirinto di cristallo.

La terza stagione della serie animata Winx Club è stata trasmessa in Italia su Rai Due dal 29 gennaio al 28 marzo 2007.
| Nº | Titolo italiano              | Prima TV Italia  |
| -- | ---------------------------- | ---------------- |
| 1  | Il ballo della principessa   | 29 gennaio 2007  |
| 2  | Il marchio di Valtor         | 31 gennaio 2007  |
| 3  | La principessa e la bestia   | 2 febbraio 2007  |
| 4  | Lo specchio della verità     | 5 febbraio 2007  |
| 5  | Il mare della paura          | 7 febbraio 2007  |
| 6  | La scelta di Aisha           | 9 febbraio 2007  |
| 7  | La Compagnia della Luce      | 12 febbraio 2007 |
| 8  | Una sleale avversaria        | 14 febbraio 2007 |
| 9  | Il cuore e la spada          | 16 febbraio 2007 |
| 10 | Alfea sotto assedio          | 19 febbraio 2007 |
| 11 | Trappola per fate            | 21 febbraio 2007 |
| 12 | Le lacrime del salice nero   | 23 febbraio 2007 |
| 13 | Un ultimo battito d'ali      | 26 febbraio 2007 |
| 14 | Furia!                       | 28 febbraio 2007 |
| 15 | L'isola dei draghi           | 2 marzo 2007     |
| 16 | Dalle ceneri                 | 5 marzo 2007     |
| 17 | Nella tana del serpente      | 7 marzo 2007     |
| 18 | Lo scrigno di Valtor         | 9 marzo 2007     |
| 19 | All'ultimo minuto            | 12 marzo 2007    |
| 20 | La carica delle Pixie        | 14 marzo 2007    |
| 21 | La Torre Rossa               | 16 marzo 2007    |
| 22 | Il labirinto di cristallo    | 19 marzo 2007    |
| 23 | La sfida dei maghi           | 21 marzo 2007    |
| 24 | La rivelazione delle streghe | 23 marzo 2007    |
| 25 | L'ira dello stregone         | 26 marzo 2007    |
| 26 | Un nuovo inizio              | 28 marzo 2007    |

## Il ballo della principessa
Ad Alfea inizia un nuovo periodo di vacanze, e mentre le ragazze organizzano i loro piani, il padre di Stella, Radius, re di Solaria, invita la figlia a un ballo della principessa organizzato in suo onore. Intanto le Trix, imprigionate nella Dimensione Omega, liberano dall'ibernazione il misterioso e affascinante stregone Valtor, che si dimostra subito dotato di immensi poteri aprendo un varco nel portale per il pianeta Andros. Le Trix decidono di allearsi con lui, il quale per prima cosa trasforma le sirene guardiane del portale in mostri al suo servizio.

## Il marchio di Valtor
Mentre Valtor si dirige a Solaria per prendere un raggio di sole per tornare forte come un tempo, Bloom e Stella, arrivate nel regno, incontrano la contessa Cassandra e sua figlia Chimera. Valtor convince Cassandra a fargli avere un raggio di sole di Solaria in cambio del potere assoluto, marchiando la donna e sua figlia con il suo simbolo. Lungo una scalinata, Valtor si imbatte in Bloom. In seguito, al ballo, Radius annuncia la sua intenzione di sposare Cassandra, deludendo molto Stella. Poco dopo, grazie ai nuovi poteri acquisiti, Chimera trasforma la principessa di Solaria in un mostro simile a una grossa rana, mentre Cassandra strega Radius facendogli credere che quella non sia sua figlia, ma un mostro che ha preso il suo posto. Il re sguinzaglia le sue guardie contro le Winx, che sono costrette a fuggire fino alla torre della voliera del castello.

## La principessa e la bestia
Stella precipita dalla torre della voliera ma le altre Winx riescono a salvarla unendo le forze. Prima di ricongiungersi con Sky e Brandon, la fata del sole e della luna si apparta fra gli alberi per non farsi vedere dal fidanzato, vergognandosi del suo aspetto ora mostruoso. Mentre i due Specialisti tornano alla navicella, Stella viene inseguita dai mastini del re, ma quando questi riconoscono il suo odore si dimostrano mansueti e la ragazza spiega alle amiche che furono un regalo di suo padre per proteggerla. Per poter passare inosservate le Winx seguono Stella verso un passaggio segreto che usava da ragazzina per andare alle feste in città; nella galleria però vengono attaccate da alcuni ragni giganti e riescono a salvarsi grazie ai raggi laser di Tecna che libera le amiche dalle ragnatele. Nel frattempo la galleria comincia a dare segni di cedimento ma, nonostante Stella rimanga temporaneamente incastrata in una strettoia, le ragazze riescono ad arrivare a una sorgente, dove si tuffano per salvarsi dal crollo della galleria. Nell'acqua però delle sanguisughe le attaccano, tutte tranne Stella, che colpendo con forza le pareti del lago sotterraneo apre un varco che le conduce nella grande fontana del palazzo reale.

## Lo specchio della verità
Le Winx scoprono che l'unico modo per sciogliere l'incantesimo è che Stella si guardi nello specchio della verità; il gruppo supera vari pericoli per raggiungere l'oggetto, e Stella, con l'aiuto di Brandon, riesce a tornare quella di un tempo. Ad Alfea comincia un nuovo anno scolastico, e la preside Faragonda nel discorso di apertura, annuncia che per l'ultimo anno, le fate dovranno svolgere un importante “esame”: il raggiungimento del potere Enchantix, che si ottiene salvando la vita ad un abitante del proprio stesso pianeta. Aisha, nel mentre, avverte le altre che Andros è quasi del tutto distrutto per colpa di Valtor: le Winx, senza Stella, decidono di partire per salvare il regno, all'insaputa di Faragonda.

## Il mare della paura
Le Winx usano un varco dimensionale progettato da Tecna per raggiungere il pianeta di Aisha in poco tempo. Stella, intanto, rimasta ad Alfea per monitorare la situazione sul suo pianeta, trasforma le Pixie nelle amiche, in modo da coprire la loro assenza. Riesce così, apparentemente, a trarre in inganno l'ispettrice Griselda. Giunte su Andros, le Winx affrontano le sirene mutanti con il proposito di spezzare l'incantesimo di Valtor, ma l'intervento delle Trix complica le cose. Bloom viene colpita da un incantesimo di Icy e precipita in mare, ma viene inaspettatamente salvata da Valtor, il quale ha la strana impressione di averla già conosciuta in passato. Nonostante la sua ostilità, lo stregone si rifiuta di combattere contro di lei, mentre lancia un potente incantesimo su Aisha, privandola della vista.

## La scelta di Aisha
Su Andros, le Winx vengono raggiunte da Tressa, la cugina di Aisha, che invoca il loro aiuto per salvare sua madre, la regina delle sirene Ligea. Tressa confessa di aver abbandonato la città sottomarina, sotto attacco da parte delle sirene mutanti di Valtor, per paura. Le Winx si accingono dunque a un'impresa sottomarina - resa grazie ai poteri di Aisha, che permettono loro di respirare sott'acqua - e seguono Tressa negli abissi. Ad Alfea, Nova informa Stella che Chimera ha preso il suo posto come principessa di Solaria, quindi intende andare sul suo pianeta per risolvere la situazione, ma il suo piano fallisce miseramente a causa di Piff, la quale essendo stata trasformata nel suo doppione, era stata scoperta da Griselda. Dopo aver respinto un attacco delle sirene soggiogate con il marchio di Valtor, le ragazze si inoltrano nell'abisso dove è tenuta prigioniera Ligea, che è però anche la tana del Kraken. Tressa libera la madre distruggendo la grata della prigione con una spada, recuperando così il suo onore. Il loro arrivo ha però risvegliato il Kraken, che si lancia al loro inseguimento e afferra Aisha con uno dei suoi tentacoli; è ancora Tressa a salvare la cugina con la sua spada. Lei, Aisha e Ligea escono dalla caverna e Ligea si accorge della cecità di Aisha: le rivela allora che per guarirla è necessario usare l'incantesimo curativo racchiuso nel suo scettro, facendovi riflettere un raggio del sole del tramonto. Intanto Le Winx con un incantesimo di convergenza fanno crollare la volta della grotta addosso al mostruoso essere marino ma, mentre tutte insieme stanno risalendo in superficie, Ligea viene colpita da un tentacolo e sviene. Aisha decide di usare il potere dello scettro per curare la regina, anziché se stessa e, grazie al suo sacrificio, la fata acquisisce il potere Enchantix.

## La Compagnia della Luce
Tornate ad Alfea, le Winx vengono convocate nello studio di Faragonda dove la preside spiega alle ragazze il dono più importante dell'Enchantix: la Polvere di Fata, sostanza magica in grado di spezzare qualunque incantesimo oscuro. Aisha se ne cosparge dunque gli occhi e torna a vedere. Sotto suggerimento di Griselda, però, le sei fate vengono messe in punizione per aver lasciato la scuola senza permesso e si ritrovano a dover riordinare una montagna di libri nella sezione riservata della biblioteca. Bloom è scoraggiata perché non riuscirà probabilmente a partecipare alla festa su Eraklyon in cui Sky avrebbe dovuto annunciare alla corte il loro fidanzamento; è inoltre sicura che, se anche dovesse farcela, a palazzo farà una pessima figura per i suoi portamenti poco reali. Stella e Aisha allora si offrono di impartirle qualche lezione di galateo e, anche se un po' maldestramente, Bloom impara a comportarsi da principessa. Unendo gli sforzi le Winx riescono anche a finire in tempo di riordinare la biblioteca. Prima che possano partire per Eraklyon, però, Faragonda convoca Bloom nel suo studio e le svela che un tempo, per sconfiggere Valtor, fu fondata la Compagnia della Luce, della quale facevano parte lei, Griffin, Saladin e i genitori di Bloom. Questi ultimi furono visti per l'ultima volta proprio mentre affrontavano lo stregone.

## Una sleale avversaria
Sky vuole annunciare a tutto il regno di Eraklyon il suo fidanzamento con Bloom, ma Diaspro, con l'aiuto di Valtor, riesce a riconquistare il principe grazie all'aiuto di un filtro d'amore; poco dopo, Sky annuncia di avere intenzione di sposare Diaspro e non lei, spezzando il cuore di Bloom. Le Winx provano a chiedere spiegazioni per l'accaduto, ma Diaspro le fa apparire agli occhi di tutti come delle streghe al servizio di Valtor. Le sei fate sono costrette a scappare e nel panico generale Re Radius, anche lui presente alla festa di fidanzamento, viene aggredito da un drago in libertà; in sua difesa interviene solo Stella, che si sacrifica per salvarlo, diventando così una fata Enchantix.

## Il cuore e la spada
Le Winx tornano su Eraklyon per capire il cambiamento avvenuto in Sky: il principe, infatti, è sotto l'incantesimo di Valtor e ha sviluppato un odio incontrollabile verso le fate, soprattutto verso Bloom. Combattendo da un lato contro di lui e dall'altro cercando di non fargli del male, Stella riesce a spezzare l'incantesimo grazie alla Polvere di Fata, ma le Winx non hanno il tempo di accertarsene perché ancora inseguite dalle guardie del palazzo. Per permettere loro di fuggire, Brandon rimane indietro ad affrontarle e viene catturato. Alla fine, Aisha ritorna ad Alfea, che contro il suo volere è stata promessa sposa ad un nobile non conosciuto: Nabu. 

## Alfea sotto assedio
Valtor conquista Torrenuvola, e, dopo aver imprigionato la preside Griffin, marchia tutti i professori e le studentesse. Queste ultime iniziano ad attaccare Alfea, durante il quale Musa ottiene l'Enchantix per aver salvato dalle Trix la principessa Galatea di Melody. Mentre lotta contro Valtor, Faragonda sembra avere la peggio e scompare nella foresta di Selvafosca.

## Trappola per fate
Le Winx e le Pixie vanno alla ricerca di Faragonda, dispersa nel profondo di Selvafosca. Dopo aver scoperto che Valtor e le Trix venivano da Torrenuvola, le fate partono verso la scuola delle streghe dove incontrano Mirta, alla ricerca dell'amica Lucy. Insieme scoprono che la preside Griffin è tenuta prigioniera e le studentesse sono state assoggettate al volere di Valtor. Dopo una serie di scontri con le streghe, mostri vari e lo stesso Valtor, dal quale vengono sconfitte, le Winx riescono comunque a trovare Griffin, la quale le incarica di trovare i mostri guardiani delle segrete di Torrenuvola perché potrebbero sapere cosa è successo a Faragonda. Dopo aver spezzato il marchio di Valtor che teneva soggiogati i mostri con la polvere di fata di Aisha, le ragazze scoprono cos'è successo a Faragonda.
Nel frattempo le Pixie trovano da sole la direttrice, trasformata in albero da Valtor, e attendono l'arrivo delle Winx; quindi Flora usa i suoi poteri per capire che tipo di incantesimo l'ha tenuta prigioniera. L'unico modo per salvarla è prendere dell'acqua dalla Scala d'Acqua di Linphea, lo stesso regno della fata dei fiori.

## Le lacrime del Salice Nero
Arrivate sul pianeta nativo di Flora, le Winx incontrano la sua sorellina, Miele, che le conduce dall'anziana Linphea. Durante il tragitto, a bordo di una grande foglia fatata, le fate vengono attaccate da Stormy, precedentemente potenziata da Valtor e messasi sulle loro tracce: Valtor aveva infatti saputo della loro missione grazie a Lucy, che le aveva spiate essendo ancora sotto il controllo dello stregone. Le Winx riescono comunque a liberarsi delle Arpie che Stormy aveva sguinzagliato contro di loro e raggiungono l'anziana. Questa spiega loro che per poter salvare Faragonda è necessario raccogliere alcune gocce del fiume che circonda il leggendario Salice Nero, in cima a una cascata detta "Scala d'Acqua" poiché scorre al contrario, facendo però attenzione a non toccare l'acqua di persona. Le Winx raggiungono la grotta dove si trova il salice, a loro insaputa seguite dalle Trix, che si sono recate tutte e tre su Linphea. Prima che Stella possa raccogliere l'acqua in un calice, le tre streghe escono allo scoperto e lanciano un incantesimo oscuro sull'acqua, che diventa scura e sporca. Per salvare Flora, Miele si frappone tra lei e un incantesimo, ma viene sbalzata in acqua. Disperata la fata dei fiori si getta in acqua per salvarla e ottiene così il potere Enchantix, per poi usare la Polvere di Fata e riportare l'acqua al suo stato originale. Le Trix fuggono e le Winx, tornate ad Alfea con le lacrime del salice, riportano Faragonda alle sue sembianze umane. Vengono però osservate da una misteriosa figura incappucciata.

## Un ultimo battito d'ali
Dopo essere tornate a Torrenuvola, le Trix vengono riportate alla normalità da Valtor il quale osserva attraverso la sua sfera le terribili condizioni in cui ormai Andros sta vivendo a causa sua. Dopo essere fuggito, il portale della dimensione Omega è rimasto aperto e ciò sta portando Andros al collasso: se il portale non verrà richiuso i due mondi finiranno per autodistruggersi insieme. Le Winx si recano su Andros per chiudere il portale che porta alla Dimensione Omega, da dove tutti i prigionieri sono evasi. Le pergamene, custodite da un potente mago, dalle quali potrebbero apprendere come fare, però, vengono distrutte. Bloom e Aisha, entrambe decise a impedire la distruzione del pianeta (Aisha in quanto il suo mondo, Bloom in quanto sa cosa significa perdere la propria casa), cercano di entrare nel portale per impedirne l'esplosione, ma vengono respinte da una barriera invisibile. Tecna decide di rischiare ad entrarvi da sola e provare a chiuderlo dall'interno. Per il suo grande atto di coraggio la fata diventa un'Enchantix ma, dopo aver chiuso il portale, scompare nella Dimensione Omega.

## Furia!
La scomparsa di Tecna ha lasciato le Winx in uno stato di sconvolgimento, tanto da arrivare a formulare l'ipotesi di sciogliere per sempre il gruppo. Prima però le fate sono concorde di tentare un attacco a Torrenuvola per vendicarsi di Valtor. Nonostante i poteri Enchantix di Aisha, Stella, Musa e Flora, lo stregone continua ad essere troppo forte per loro e in più ha dalla sua le Trix e le streghe di Torrenuvola assoggettate al suo volere. Stella e Aisha trovano la preside Griffin ancora prigioniera nelle segrete e la liberano. Durante uno scontro con Bloom, Valtor svela alla fata di essere stato lui a uccidere i suoi genitori su Domino diciassette anni prima. Accecata dalla rabbia la ragazza scatena contro di lui il Fuoco del Drago, ma lo stregone usa l'abilità acquisita sul pianeta di Oppositus e lo trasforma in ghiaccio, imprigionandola. Solo il tempestivo arrivo di Faragonda, Saladin e Griffin permetterà a Flora e Musa di salvarla. 
Una volta tornate ad Alfea, Faragonda consiglia a Bloom, essendo l'unica fata che non ha ancora raggiunto l'Enchantix, di andare sull'isola dei draghi per diventare più forte. Sky arriva ad Alfea per chiedere scusa a tutti, maggiormente a Bloom, ma Stella e Flora gli dicono che la fata di Domino è partita e non sanno quando e se tornerà.

## L'isola dei draghi
Bloom arriva a Pyros, l'isola dei draghi, dove incontra il draghetto Buddy, che le insegna a camminare, mangiare e combattere come un drago. Mentre Valtor manda le Trix su Pyros per impedire che la fata diventi un'Enchantix, Buddy entra in sintonia con Bloom.

## Dalle ceneri
Timmy scopre che Tecna è ancora viva, ma intrappolata nella Dimensione Omega, e parte con Helia, Brandon e le Winx per salvarla. Il gruppo viene però catturato dagli evasi. Intanto, Bloom incontra Maya, una anziana signora che l'aiuta a controllare e rafforzare i suoi poteri: quando le Trix l'attaccano, Bloom riesce a diventare un'Enchantix e a contrastarle.

## Nella tana del serpente
Bloom torna ad Alfea dopo aver raggiunto l'Enchantix, ma non trova nessuno. Faragonda e Griselda dicono alla ragazza che i suoi amici sono partiti per la Dimensione Omega a cercare Tecna. Bloom decide di partire anche lei insieme a Sky; lì trovano Tecna, che li aiuta a salvare gli altri, catturati dai prigionieri evasi. Liberati gli Specialisti e salvata Tecna, il gruppo torna a casa per festeggiare il ritorno della loro amica.

## Lo scrigno di Valtor
Il preside Saladin informa Faragonda che Valtor e le Trix non si trovano più a Torrenuvola e hanno fatto perdere le loro tracce. Gli Specialisti vengono inviati alla scuola delle streghe per spezzare il marchio che tiene soggiogate le allieve. Mentre le Winx si trovano a Magix a fare acquisti, si accorgono di essere seguite da un impacciato mago di nome Ophir che sembra essere particolarmente interessato ad Aisha. Proprio allora Valtor riappare e annuncia di voler attaccare il museo cittadino per rubare un potente manufatto nascosto al suo interno. Mentre le guardie, aiutate dalle Winx, cercano di impedire che ciò accada, lo stregone manda le Trix a recuperare il vero obiettivo: lo Scrigno di Agador, una potente reliquia magica. Le Winx capiscono di essere state prese in giro e si oppongono allo stregone, riprendendo lo scrigno, ma quando Ophir si frappone tra Aisha e un incantesimo lanciato da Valtor sono costrette a cederglielo per impedire che lo stregone lo uccida.

## All'ultimo minuto
Le Winx si recano su Solaria per impedire il matrimonio tra re Radius e la contessa Cassandra. Dopo una dura lotta, Stella scioglie il marchio di Valtor imposto sul padre, condannando Cassandra e Chimera.

## La carica delle Pixie
Valtor, ormai in possesso dello Scrigno di Agador, al cui interno è possibile accumulare ogni genere d'incantesimo, decide d'impadronirsi dei preziosi incantesimi di Roccaluce. Mentre le Winx si recano a Roccaluce per fermare Valtor, le Trix litigano per lui e decidono che chi conquista gli incantesimi tenuti nel Villaggio delle Pixie conquista Valtor. La buffa addetta ai messaggi Livy viene mandata a chiamare aiuto ad Alfea, dove non trova però nessuna fata, ma solamente Lockette, Amore, Chatta, Tune, Digit e Piff. Le piccole Pixie, dunque, affrontano il pericolo e riescono a difendersi da sole.

## La Torre Rossa
Tecna scopre che l'unico modo per sconfiggere Valtor è impossessarsi delle Stelle d'Acqua, potere contrario alla Fiamma del Drago, custodito nella Torre Rossa. Le Winx decidono quindi di partire con gli Specialisti. Qui Aisha sorprende Ophir, e, credendo che stia dalla parte di Valtor, lo cattura. Nel frattempo il gruppo decide di aggiornare Helia e Riven, rimasti a Fonterossa, con una videochiamata. A causa di un malinteso però, quest'ultimo crede di vedere Musa e Ophir in procinto di scambiarsi un bacio. Preda a un terribile attacco di gelosia, il ragazzo parte a sua volta per le terre oltre la Barriera. Una volta arrivati all'ingresso della torre, il gruppo viene attaccato da alcune creature tra cui dei centauri alati. Musa si trova in difficoltà ma viene salvata da Ophir che la sorregge, svenuta. Proprio in quel momento Riven sopraggiunge sul luogo dello scontro e si scaglia infuriato contro il mago di Andros.

## Il labirinto di cristallo
Nabu e Musa spiegano tutto a Riven, che desiste da i suoi propositi rabbiosi. Le Winx entrano nella Torre Rossa, a parte Bloom, che, non avendo un potere Enchantix completo perché il suo è nato dalla forza di volontà e non dal sacrificio, non può miniaturizzarsi. Mentre Bloom e gli Specialisti affrontano le Trix, inviate da Valtor per ostacolare le fate, le altre Winx incontrano Arcadia, prima fata ad aver aperto le ali, e il Consiglio degli Anziani. Arcadia spiega che potranno ricevere in dono le Stelle d'Acqua solo a patto che tre di loro superino una difficile prova, e designa Stella, Musa e Tecna come prescelte. Le tre ragazze si ritrovano quindi in un magico labirinto di cristallo e vengono divise. Il culmine della prova arriva alla fine: ciascuna di loro verrà posta da Arcadia di fronte a una scelta, dalla quale dipenderà la riuscita o meno di completare la missione. Tecna deve scegliere tra un mondo di logica e rigore, ma segnato dalla solitudine, e uno di emozioni da condividere con Timmy e le sue amiche; Stella tra la possibilità di rimirare la propria bellezza e quella di vedere il proprio volto cancellato per sempre; infine a Musa viene offerta l'occasione di rincontrare la madre defunta. Tutte e tre compiono la scelta più difficile che sanno le porterà al raggiungimento del loro obiettivo e a una nuova speranza per la Dimensione Magica, dunque Arcadia consegna loro le Stelle dell'Acqua. Alla fine la fata si dimostra benevola e, ammirando il coraggio e il senso di abnegazione delle Winx, scioglie le maledizioni su Stella e Tecna. Nel frattempo, all'esterno, Icy scaglia contro Bloom una polvere nera (ricevuta da Valtor stesso) che annulla temporaneamente i suoi poteri, ma la Winx viene salvata da Sky e dalle altre fate e insieme riescono a respingere le Trix.

## La sfida dei maghi
Valtor decide di appropriarsi una volta per tutte degli incantesimi custoditi ad Alfea e lancia una sfida ai presidi delle tre scuole, che accettano di affrontarlo. Grazie a un incantesimo, Valtor fa credere a Faragonda, Griffin e Saladin di stare combattendo contro di lui, mentre in realtà stanno lottando tra di loro. Valtor entra nella scuola; Bloom avverte la sua presenza all'interno di Alfea e, nonostante veda la sua proiezione combattere contro i tre presidi, decide di cercarlo. Una volta trovato, le Winx ingaggiano uno scontro al termine del quale scatenano contro di lui il potere delle Stelle d'Acqua. Allo stremo delle forze, lo stregone sta per essere sconfitto, quando inaspettatamente rivela a Bloom che i suoi genitori sono dentro il suo corpo e, se lo ucciderà, moriranno anche loro. Valtor riesce così a fuggire. Intanto Ophir confessa ad Aisha di essere in realtà Nabu, il suo promesso sposo: i due decidono di rimanere insieme perché si amano, anche se Aisha informa i genitori che al momento non lo sposerà.

## La rivelazione delle streghe
Bloom capisce che l'unico modo per sapere la verità sui suoi genitori è chiedere direttamente alle Tre Streghe Antenate. Anche se morte da tempo, i loro spiriti sono ancora presenti nei sotterranei della scuola di Torrenuvola, che è stata spazzata via da Valtor. Ritrovata la scuola, Bloom raggiunge i sotterranei, in cui le streghe le rivelano che Oritel e Marion non sono morti e neanche imprigionati all'interno di Valtor, ma sono comunque molto lontani. Intanto, le altre Winx ingaggiano una lotta con le Trix, che vengono sconfitte dopo il ritorno di Bloom.

## L'ira dello stregone
Le Trix cominciano a dubitare dell'invincibilità di Valtor, il quale reagisce alle loro provocazioni assumendo la sua vera forma di mostruoso demone rosso dotato di ali membranose. Per dare loro una dimostrazione del proprio potere apre lo scrigno di Agador e prende il controllo dei quattro elementi, attaccando la città di Magix con devastanti scosse di terremoto e le tre scuole di magia: appicca il fuoco alla foresta intorno ad Alfea, causa l'inondazione di Torrenuvola e scatena una serie di tornadi contro Fonterossa. Le Winx decidono di dare il tutto per tutto per tentare di fermarlo, ma Valtor è deciso a scontrarsi faccia a faccia con Bloom da sola. Nel breve confronto tra i due la ragazza sembra avere la peggio, ma l'arrivo delle altre Winx ostacola lo stregone per qualche istante. Con la Polvere di Fata, Bloom riesce ad aprire il sigillo dello Scrigno di Agador e a disperdere tutti gli incantesimi al suo interno, mentre le Trix abbandonano Valtor al suo destino. Le streghe vengono catturate e Valtor viene sommerso dalla furia degli elementi, ma Bloom intuisce che lo stregone non è ancora morto.

## Un nuovo inizio
Flora, Musa e Aisha attraversano la foresta di Selvafosca devastata dall'incendio appiccato dalla magia elementale di Valtor; i poteri uniti della fata dei fiori e di quella dei fluidi riescono a riportare alla vita la natura, mentre la musica suonata dal flauto magico di Musa convince gli animali fatati a uscire dai loro nascondigli e a ripopolare la foresta. Nel frattempo ad Alfea tutti si godono la tranquillità a seguito della sconfitta dello stregone, fatta eccezione per Bloom che, avvertendo ancora il legame tra la sua fiamma e quella di Valtor, è tormentata dal dubbio che sia sopravvissuto.
Gli specialisti setacciano le macerie intorno a Fonterossa in cerca di feriti e vengono attirati dalle richieste d'aiuto di qualcuno rimasto intrappolato fra le pietre. Quando Brandon si avvicina, però, questi si rivela essere nientemeno che Valtor, di nuovo nella sua forma umana, malconcio ma vivo. Lo stregone affronta e cattura gli Specialisti, fatta eccezione per Helia che viene mandato ad Alfea insieme a Nabu per raccontare quello che è successo. Valtor vuole infatti che le Winx lo seguano su Andros, dove ha imprigionato i ragazzi. Le fate si dirigono quindi sul pianeta di Aisha nei pressi del portale per la dimensione Omega, dove sono costrette a separarsi per cercare ognuna il proprio fidanzato. Di Valtor non c'è traccia e in poco tempo le coppie si ricongiungono; tuttavia, viene presto rivelata la trappola: quelli trovati dalle ragazze sono in realtà dei simulacri dei veri specialisti, comandati da Valtor e dotati dei poteri degli elementi, che subito attaccano le Winx. Mentre ognuna di loro rischia di soccombere, Bloom intuisce che l'unico modo per neutralizzarli è colpire Valtor stesso, così usa la propria connessione con lui per localizzarlo e colpirlo con un incantesimo. Lo stregone perde conoscenza e scivola in un limbo oscuro nel quale si trova faccia a faccia con le sue creatrici, le Tre Streghe Antenate, le quali lo accusano di aver fallito e lo minacciano di confinarlo nell'abisso da cui è stato creato. Nella realtà, il Valtor in carne ed ossa viene trasformato dalle streghe nella sua forma demoniaca, che attacca le Winx e gli Specialisti liberati. Bloom capisce che per sconfiggerlo dovrà sfruttare la connessione che la lega allo stregone, così decide di rischiare il tutto per tutto e lascia che la propria Fiamma del Drago si congiunga con quella del nemico. Nell'oscurità del limbo, Valtor cerca ancora una volta di convincere la ragazza a unirsi a lui, offrendole la possibilità di dominare l'universo insieme, ma lei rifiuta. Mentre questi, infuriato, sta per attaccarla e ucciderla, Bloom usa la polvere di fata per spegnere per sempre la sua essenza; Valtor viene così sconfitto e la Fiamma di Bloom rianima la ragazza fra le braccia di Sky.
Tornata ad Alfea, Bloom promette che riuscirà a ritrovare i suoi genitori.